# Rantakatu (Oulu)
Pour les articles homonymes, voir Rantakatu.
Rantakatu  est une rue du centre-ville d'Oulu en Finlande.

## Présentation
Rantakatu est une rue à l'extrémité nord-ouest du plan hippodamien du centre d'Oulu. 
L'extrémité nord-est de la rue se trouve dans le quartier Pokkinen, à l'intersection d'Ojakatu, d'où la rue longe la place du marché et la halle du marché jusqu'à Saaristonkatu, où la rue se termine.
Dans son tronçon entre Ojakatu et Saaristonkatu, plusieurs bâtiments anciens batiments bordent Rantakatu, tels que la maison du chapitre de chanoines du diocèse d'Oulu à  Rantakatu 1, le bâtiment construit en 1884 à Rantakatu 4, et la halle du marché d'Oulu.
Surtout en été, la rue est très utilisée pour la circulation douce. 
L'importance de la rue est moindre pour la circulation automobile, bien qu'elke soit utilisée pour l'accès au stationnement souterrain Kivisydän et à d'autres aires de stationnement.
Les transports en commun ne passent pas par la rue Rantakatu. 
La ville d'Oulu prévoit de développer la rue en tant que piste cyclable.

## Histoire
Avant 2019, Rantakatu était constituée de deux parties disjointes.
En août 2019, la ville d'Oulu a décidé que le nom de la partie de la rue située au sud de  Meritulli serait renommé Kuusiluodonkatu, car des tronçons séparés de la rue portant un même nom, compliquent, entre autres, les opérations de secours.

## Galerie

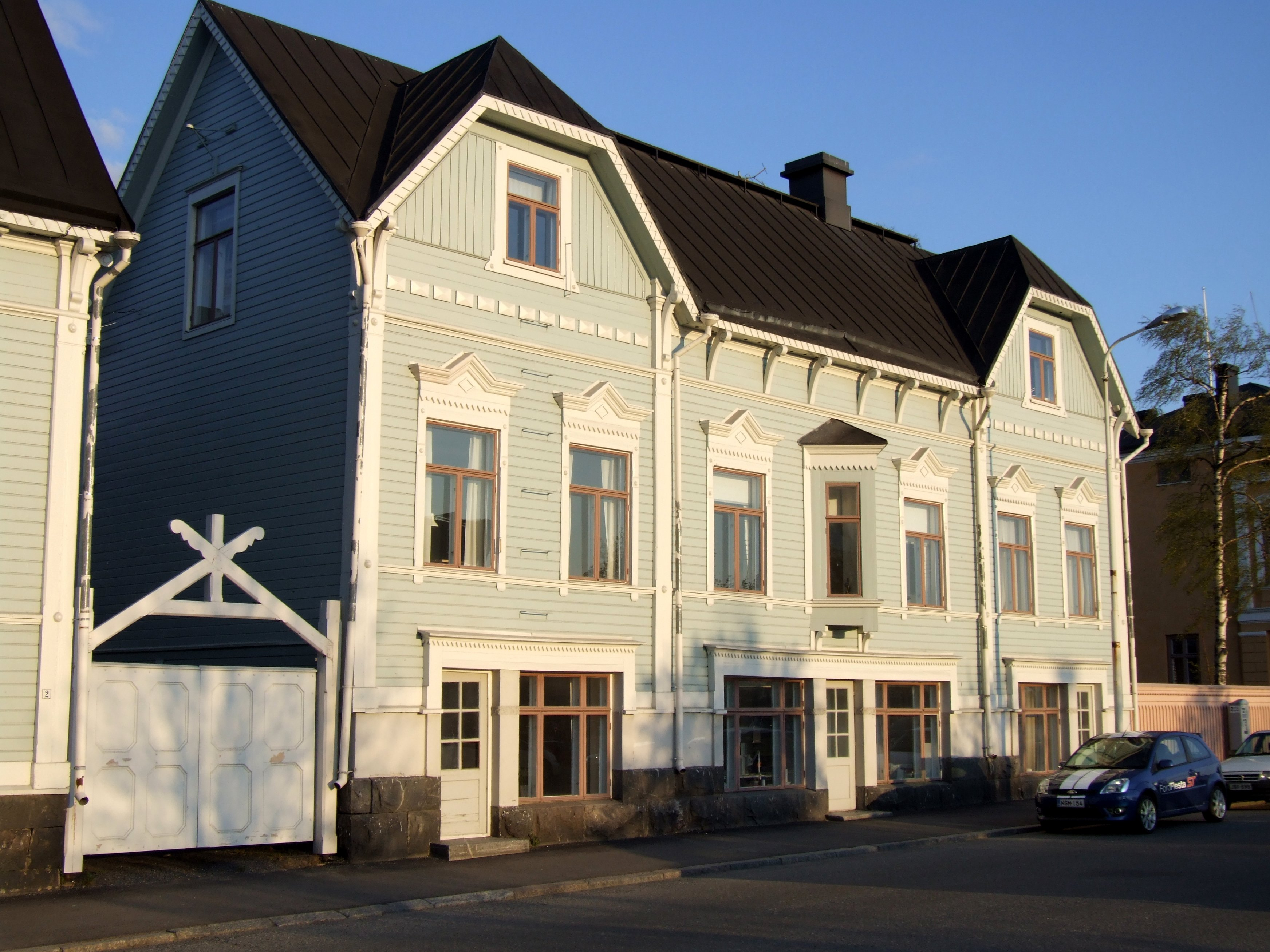
Rantakatu 2.
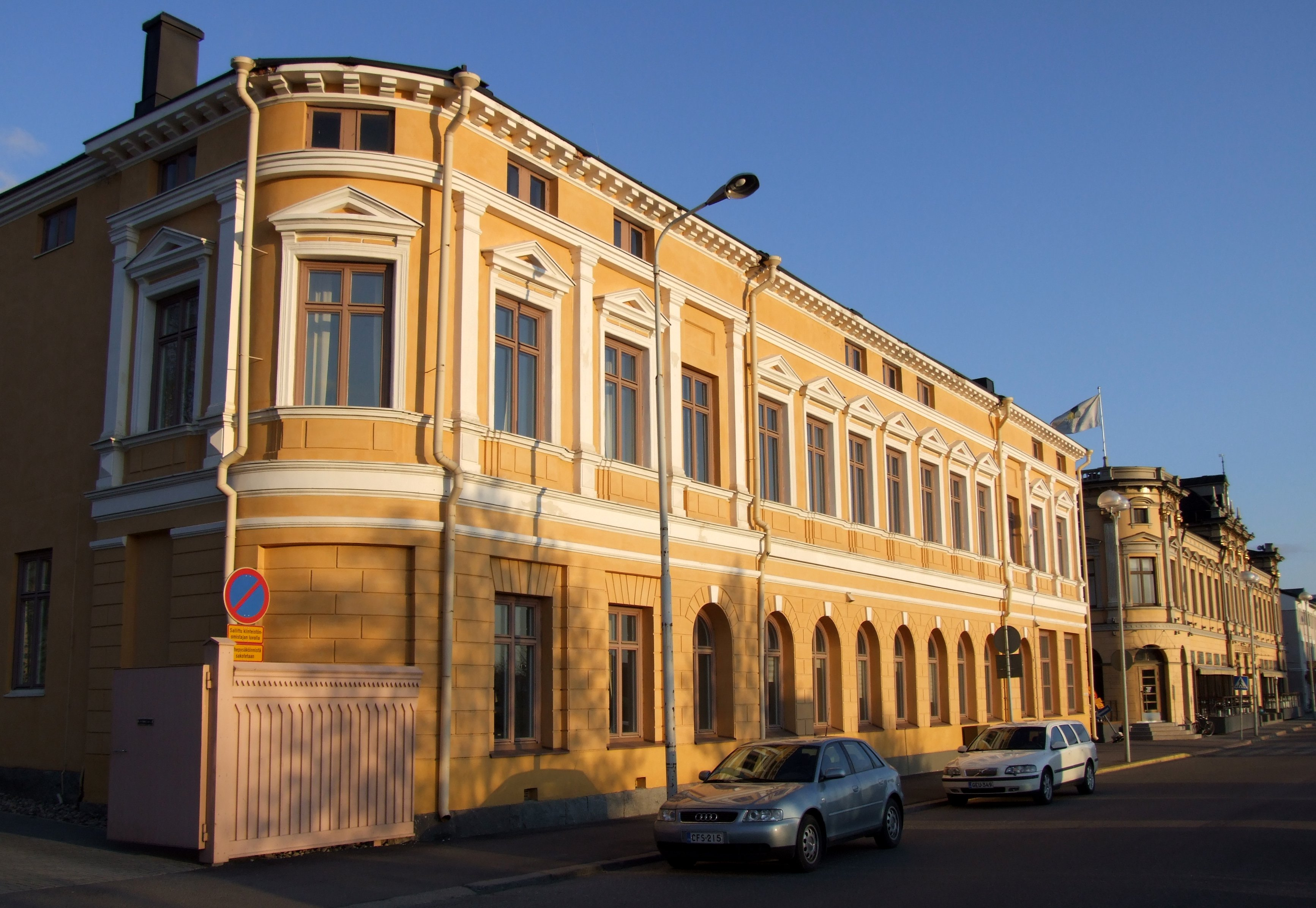
Rantakatu 3.
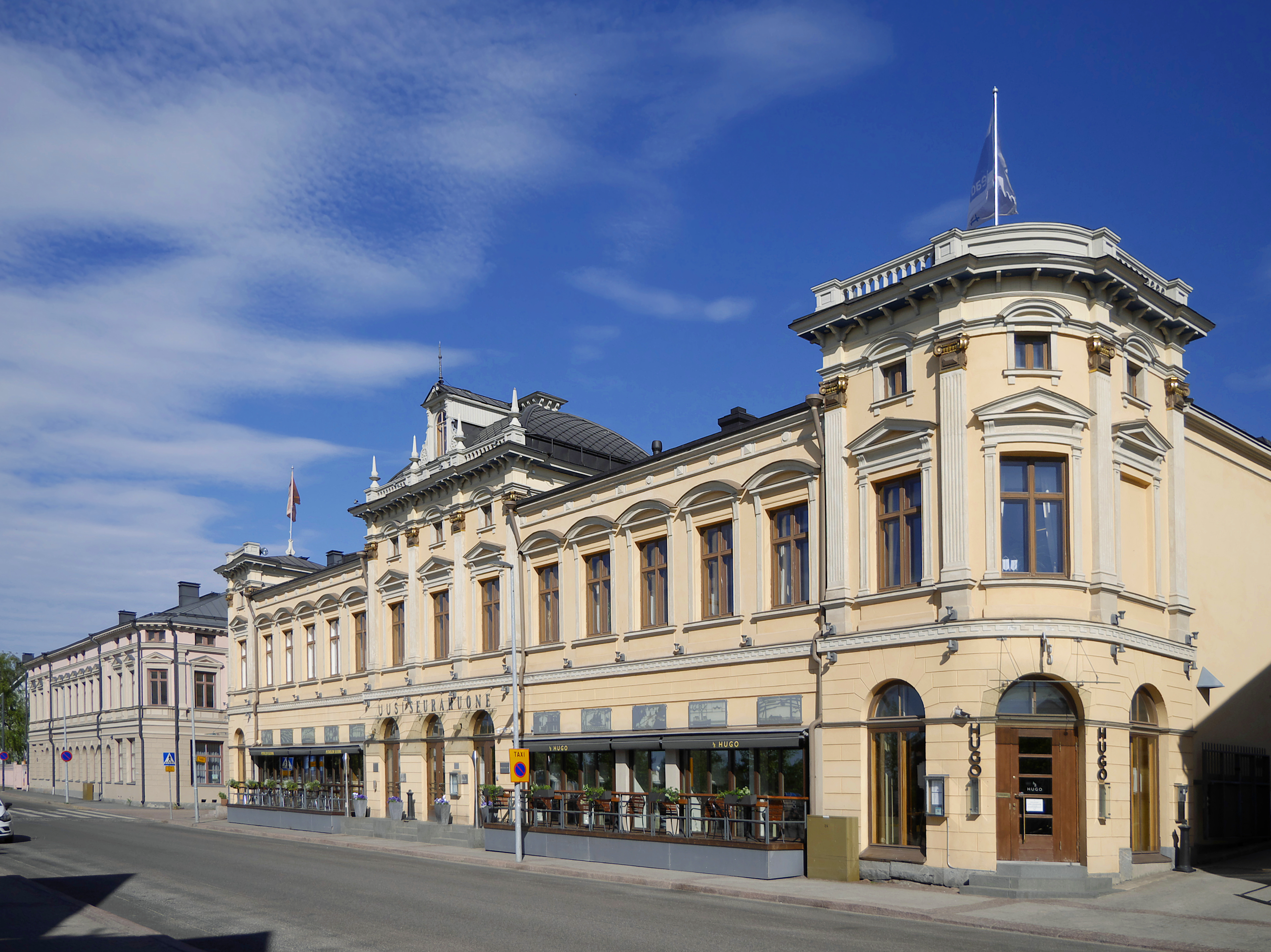
Rantakatu 4.
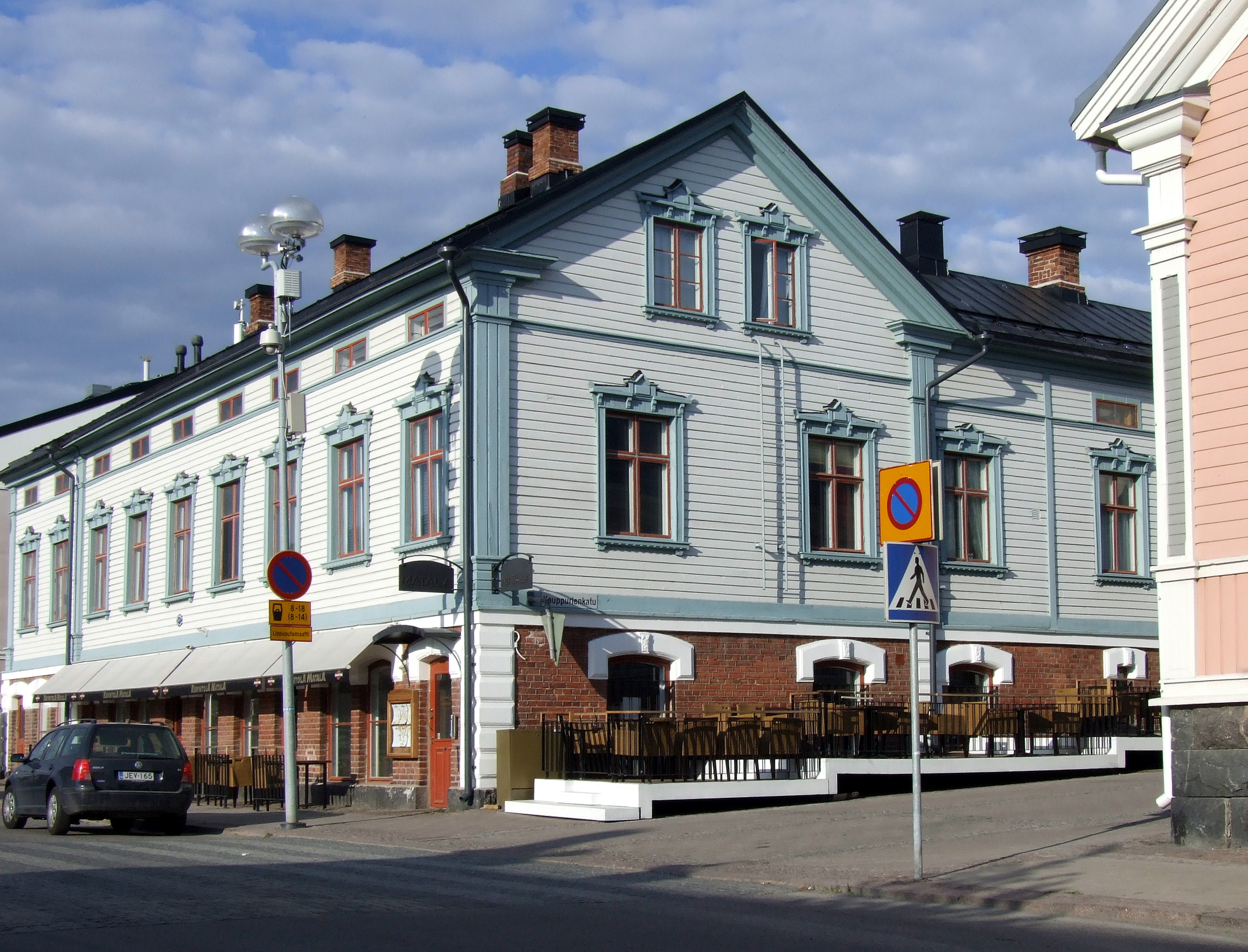
Rantakatu 6.
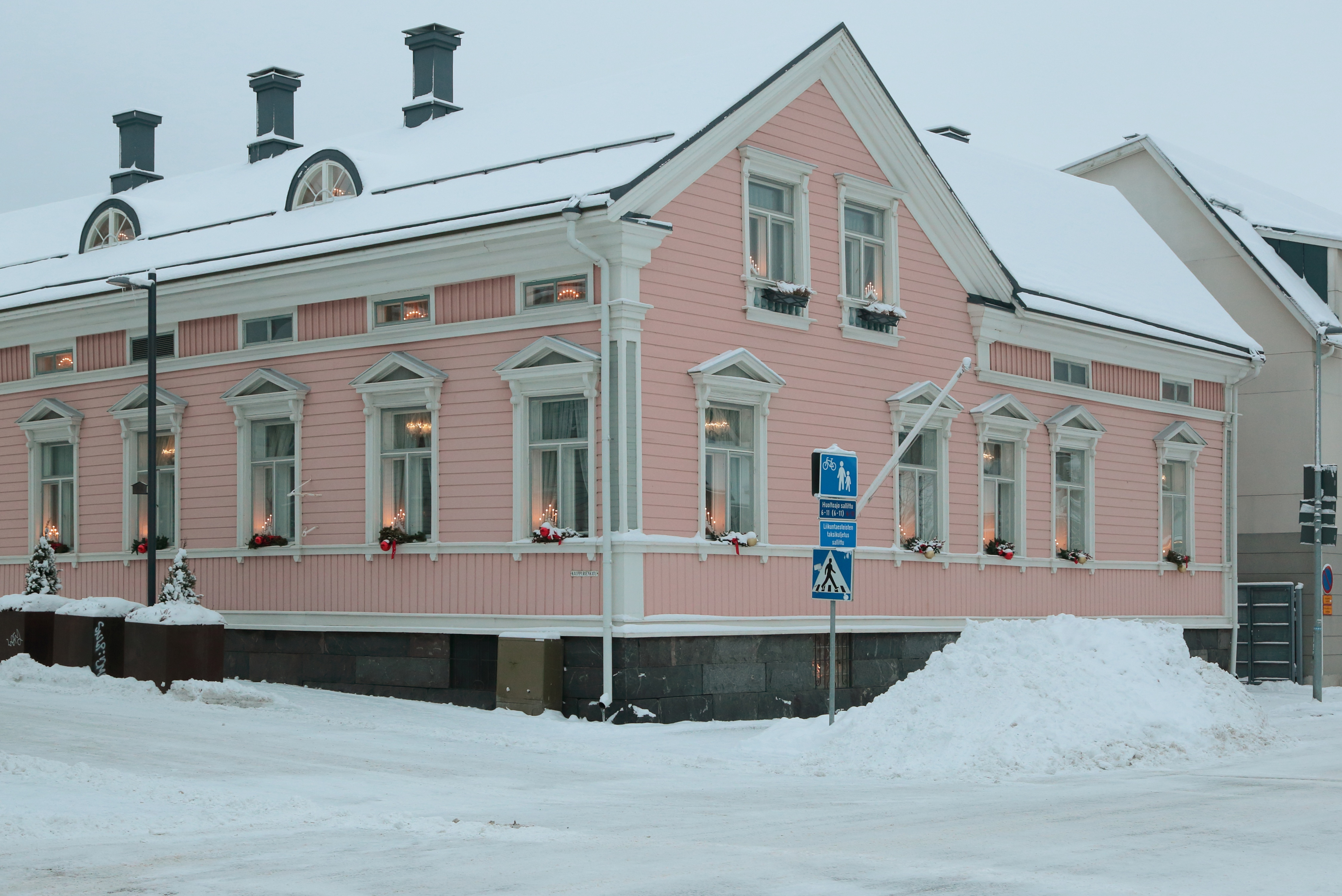
Rantakatu 7.
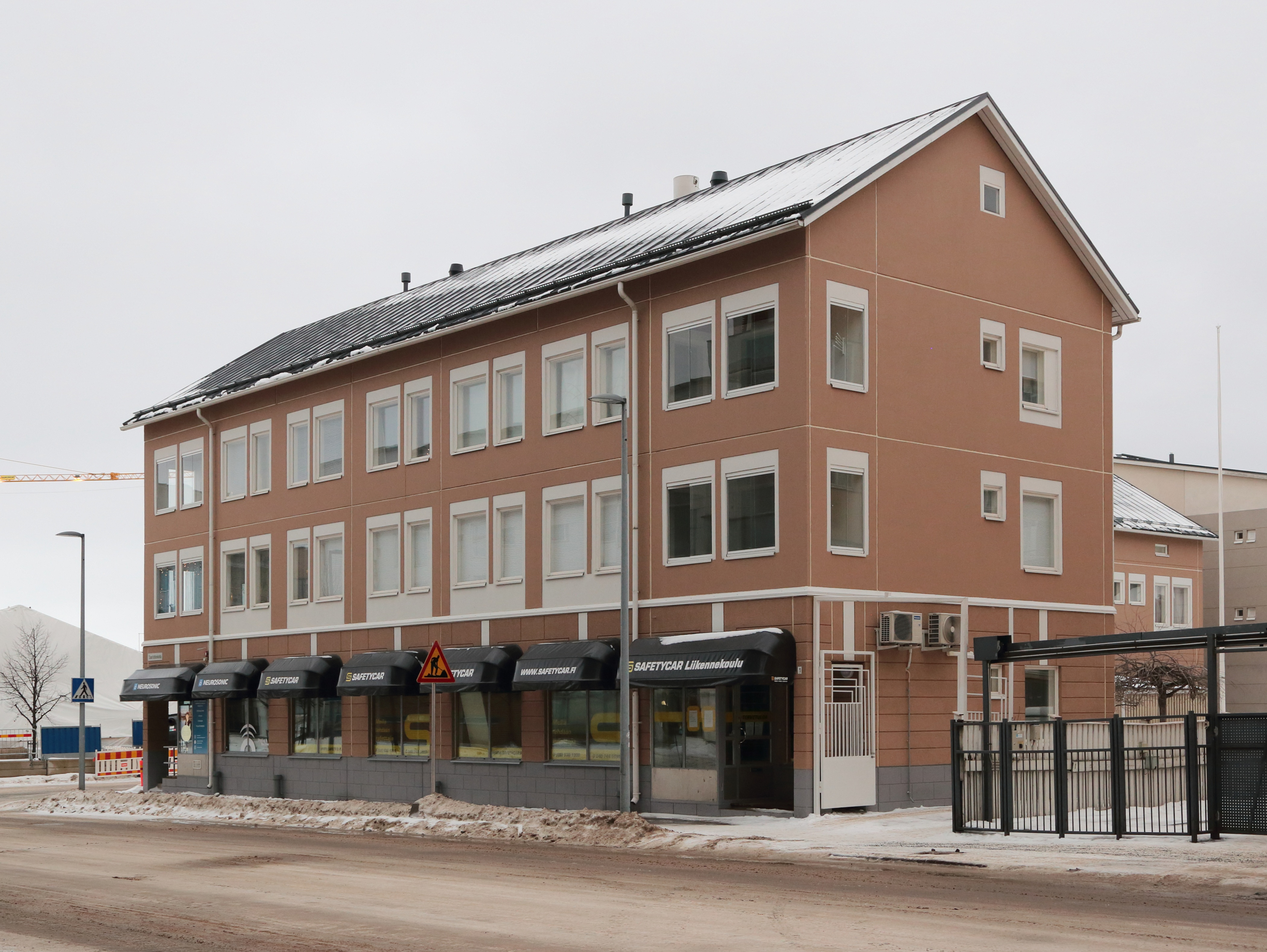
Rantakatu 8.
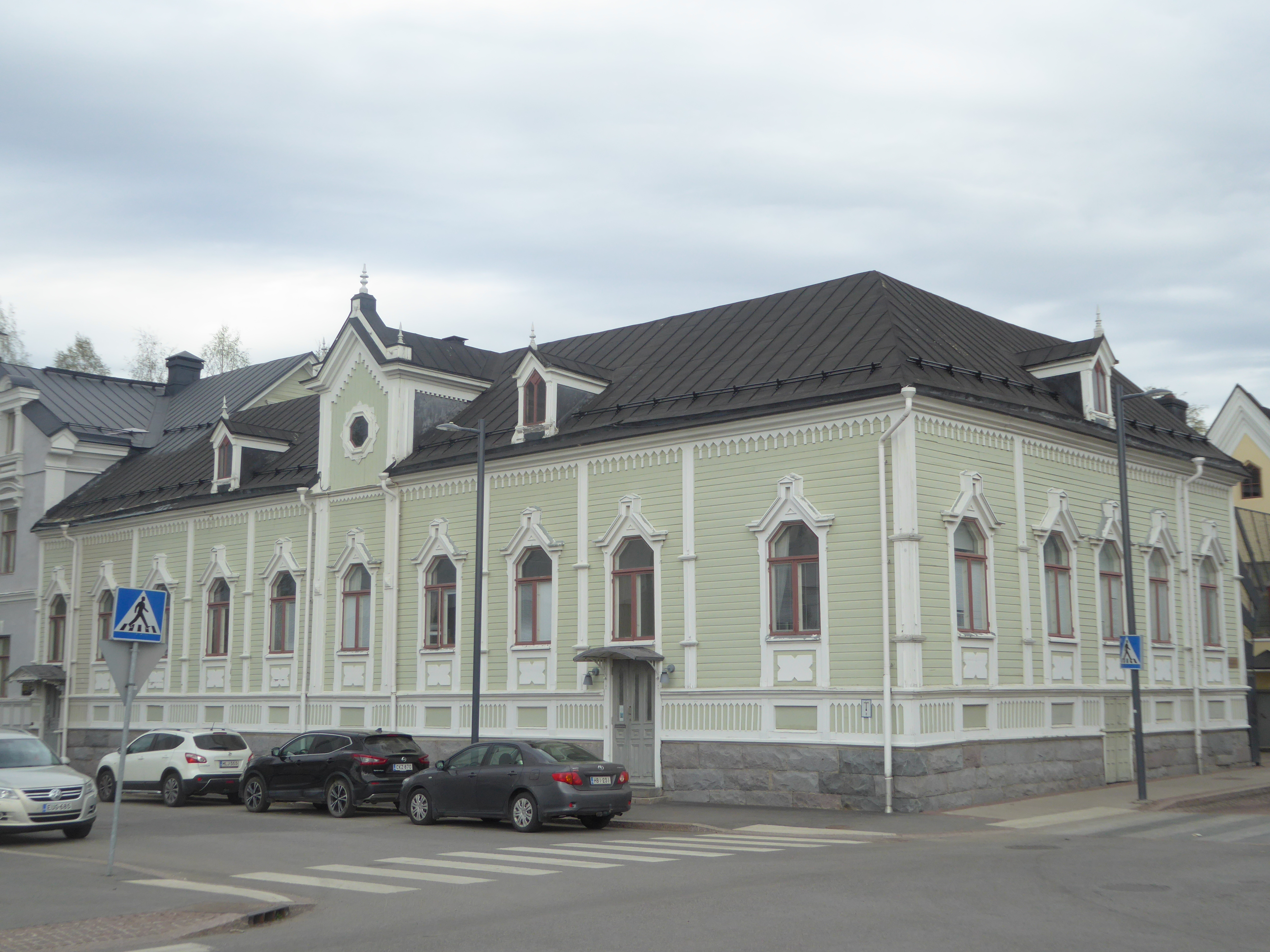
Rantakatu 32.
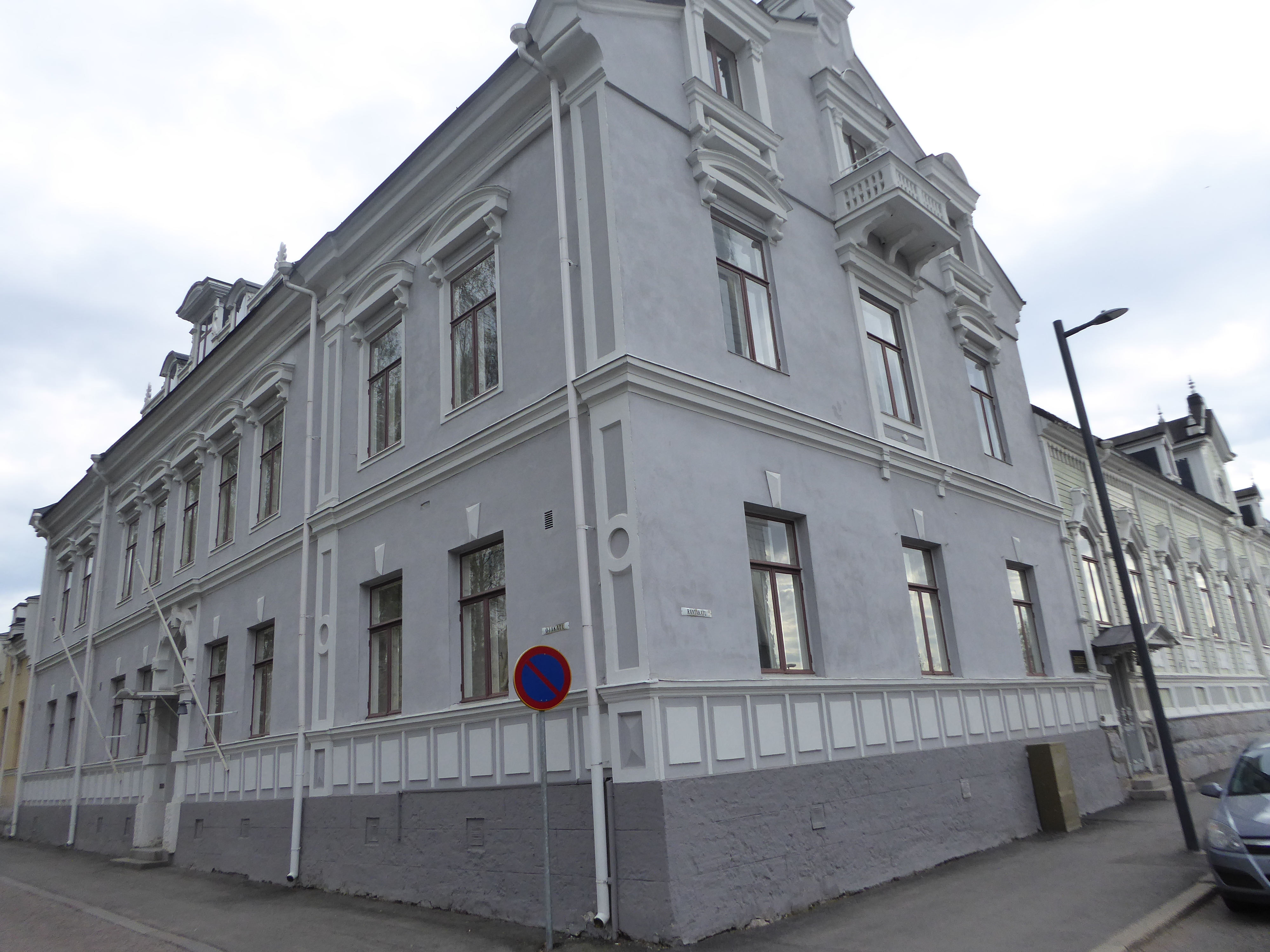
Rantakatu 34.